# Брил-Зинсерова болест
Брил-Зинсерова болест (Morbus Brill-Zinsseri) је рекурента врста пегавог тифуса, која се карактерише понављањем тифуса након годину дана, или чак деценије, код претходно лечених болесника због задржавања узрочника (Рикеције провазеки) у телесним ткивима. Према доступним подацима развија се у око 15% особа које у историји болести наводе боравак у епидемији тифуса.

## Историјат и епоним
Ова рикециоза названа је Брил-Зинсерова болест по Америчком интернисти Натану Едвину Брилу (N. E. Brill, 1878 — 1940), и микробиологу Хансу Зинсеру (H. Zinsser 1860 — 1925)
 који су 1898. године открили раније непознат облик тифуса, без присуства телесне ваши, у имиграната који су из Источне Европе с краја 19. века допутовали у САД.

## Етиопатогенеза
Рикација провазеки која је узрок ове болести је грам негативна бактерија која се преноси путем артроподних вектора који инфицирају ћелије ендотела крвних судова и размножава се искључиво у живој ћелији осетљивих домаћина.
Резервоар заразе у природи је човек и то било болесник од примарног пегавог тифуса или од Брил-Зинсерове болест, или рикеционоша. Патоген се човека на човека преноси само посредством човечије телесне ваши (Pediculus humanis corporis).

## Клиничка слика
Болест почиње изненада са високом температуром, боловима у мишићима и зглобовима, јаком главобољом и несаницом. Тегобе трају 5-6 дана и за то време се на кожи пазушног предела јавља макулозна оспа која се шири на предео груди и леђа, али не и на доње удове. Болесник је миран и комуникативан када се налази у тифозном стадијуму болести.

## Дијагноза
Дијагноза се поставља на основу клиничке слике, епидемиолошке анкете, лабораторијских анализа.
Рикеције је микробиолошким тестовима могуће изоловати из крви, исечака ткива, ликвора, испљувка и мокраће, међутим изоловање се не врши у рутинској дијагностици због компликованих лабораторијских поступака и велике инфективности ових агенаса.
Уместо микробиолошких користе се серолошке реакције, које су метод избора (Вајл-Феликсова реакција, реакција везивања комплемената (RVK), реакција аглутинације, тест индиректне имунофлоресценција).
Вајл-Феликова реакција за коју је се користи узорак крви (има историјски значај, јер највише се користи) је унакрсна антигенска рекција са антигенима соја Proteus OX 19.
Сппецифични серолошки тестови могу се радити само у референтним лабораторијама, за ту врсту анализа.

## Терапија
Лечење се сппроводи каузалном, симптоматском терапијом и хигијенско - дијететским режимом живота.
Каузална терапија
Каузална терапија се састоји у примени антибиотика и то пре свега тетрациклина и хлорамфеникола.
Симптоматска терапија
У симптоматској терапији поред надокнаде течности и примене витамина могућа је примена кортикоида код тежих клиничких облика.